# Zatoka Chromska
Zatoka Chromska (ros. Хромская губа) – zatoka Morza Wschodniosyberyjskiego u północnych wybrzeży Azji (Jakucja, Rosja). Długa, wąska zatoka, wcinająca się na ok. 110 km w głąb Niziny Jańsko-Indygirskiej, szerokość od 3 do 25 km; uchodzi do niej rzeka Chroma.